# DESX
DESX – prosta modyfikacja szyfru DES (a dokładniej – inny sposób wykorzystania DES-a). Przy szyfrowaniu DESX stosuje się następujące kroki:
1. Blok tekstu jawnego XOR-uje się z pierwszym, 64-bitowym kluczem
2. Blok danych powstały w pkt. 1 szyfruje się za pomocą DES-a drugim kluczem (56-bitowym)
3. Blok danych powstały w pkt. 2 XOR-uje się z trzecim kluczem (64-bitowym)

Klucz ma nietypowy rozmiar 184 bitów (64+56+64).
DESX jest co najmniej tak samo bezpieczny jak DES. Wykazuje przynajmniej taką samą odporność na wszystkie możliwe ataki, a na niektóre wydaje się znacznie bardziej odporny. Bezpieczeństwo w stosunku do DESa poprawia większy rozmiar klucza, dzięki czemu znacznie trudniej jest złamać klucz korzystając z ataku brute-force.
DESX jest też szybki w stosunku do innych modyfikacji DES-a, takich jak 3DES (który potraja czas szyfrowania).